# Nordværnes
Nordværnes est une localité du comté de Nordland, en Norvège.

## Géographie
Administrativement, Nordværnes fait partie de la kommune de Rødøy.